# Recinte fortificat de Trullars

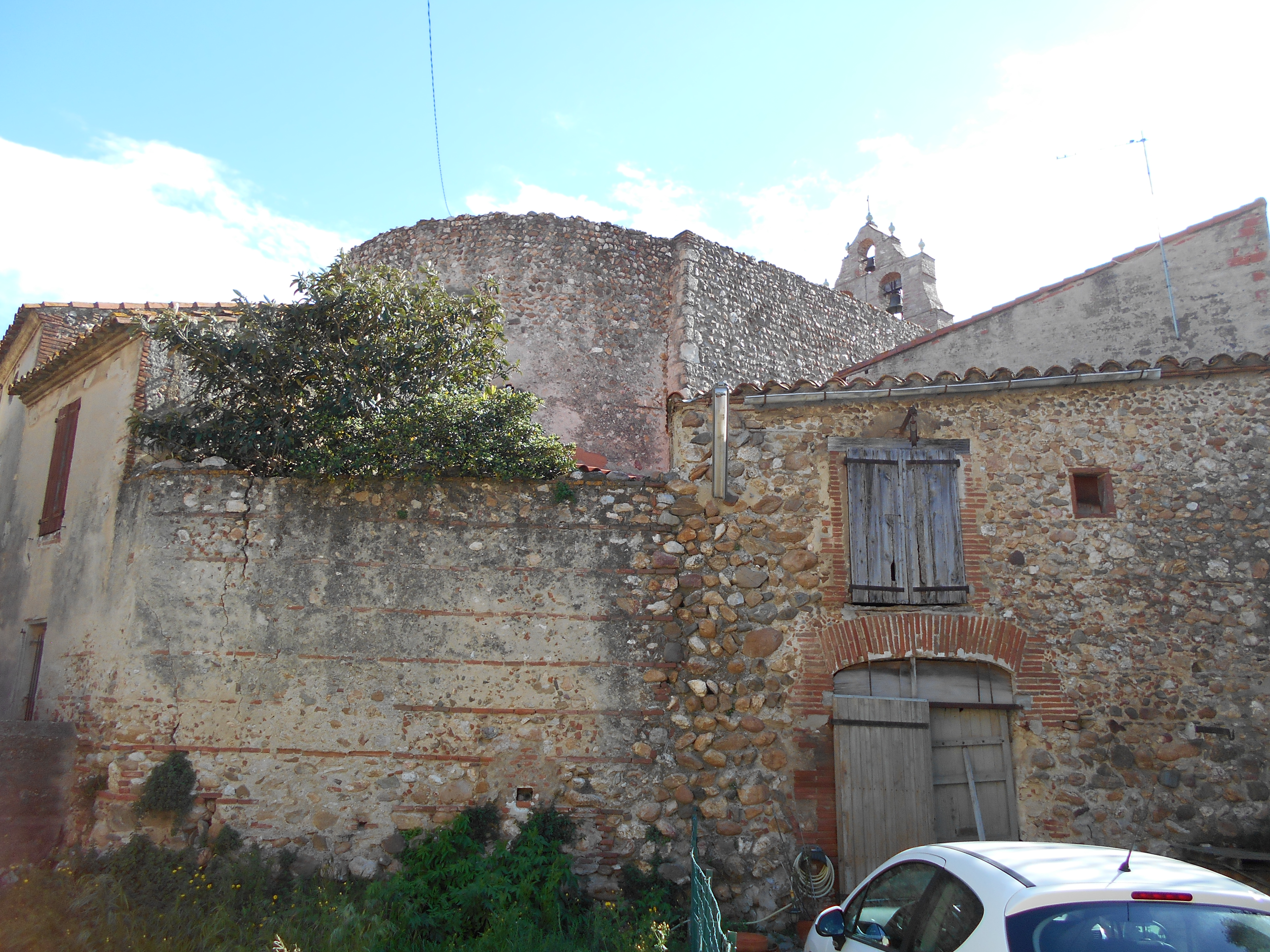
Restes de muralles, al costat nord del recinte

El Recinte fortificat de Trullars és un recinte medieval d'estil romànic del segle xi que envolta la cellera originària del poble de Trullars, a la comarca del Rosselló, a la Catalunya Nord.
Està situat en el punt més alt del lloc on està situada l'antiga cellera de Trullars, al començament de la península formada per un gran meandre de la Cantarana.

## Història

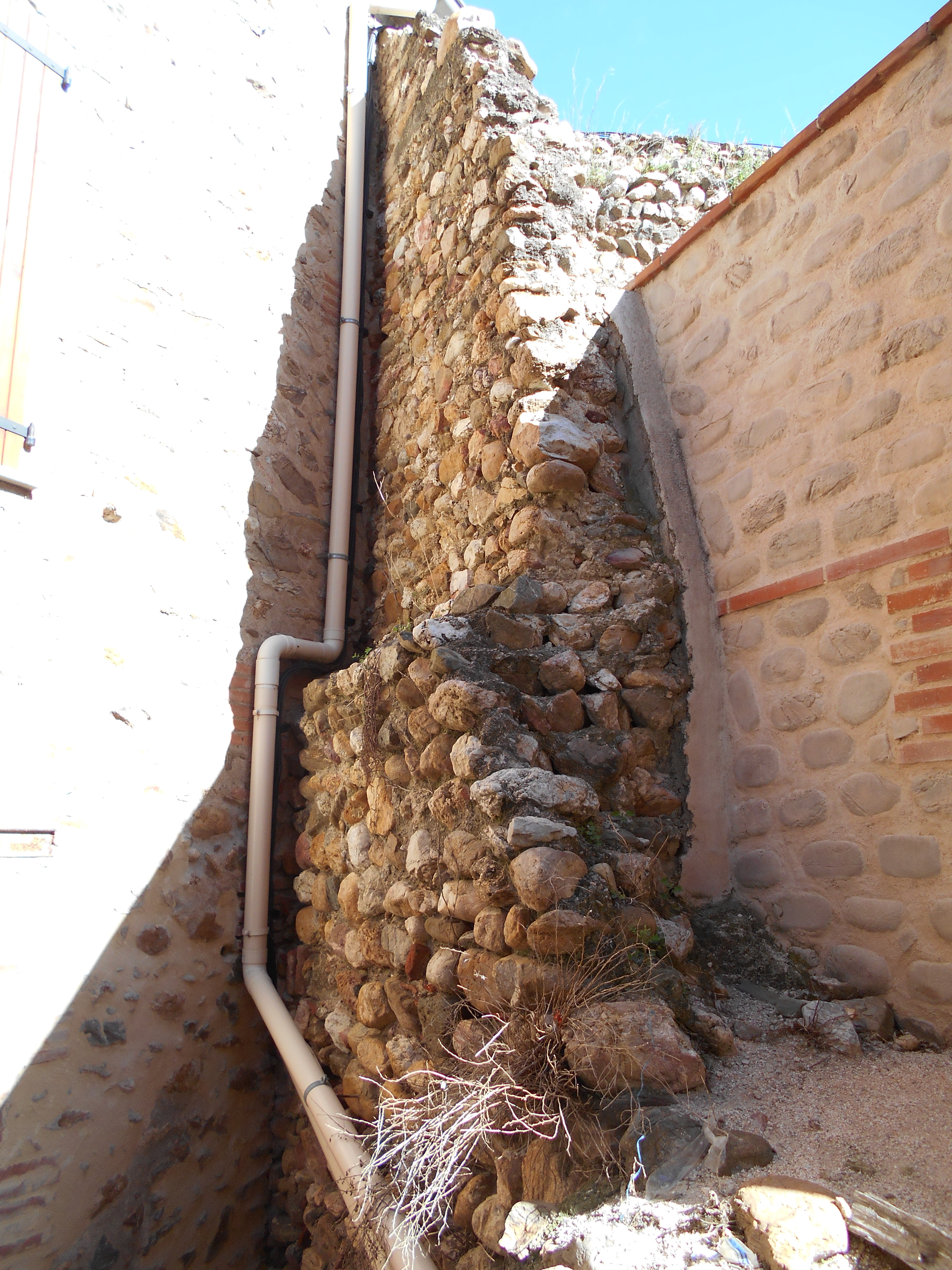
Restes de muralles, a l'angle nord-est del recinte

Esmentat des del 844, Trullars va ser al llarg de l'edat mitjana un lloc clau a la zona de contacte de la Plana del Rosselló amb els baixos Aspres. Pertanyia a Rotruda, filla de Berà I, comte de Rasès i de Barcelona, qui cedí Trullars al seu fill Oriol, del qual passà a la seva germana Anna, vídua d'Alaric, comte d'Empúries, la qual cedí Trullars al comte Radulf i a la seva esposa Rilinda.

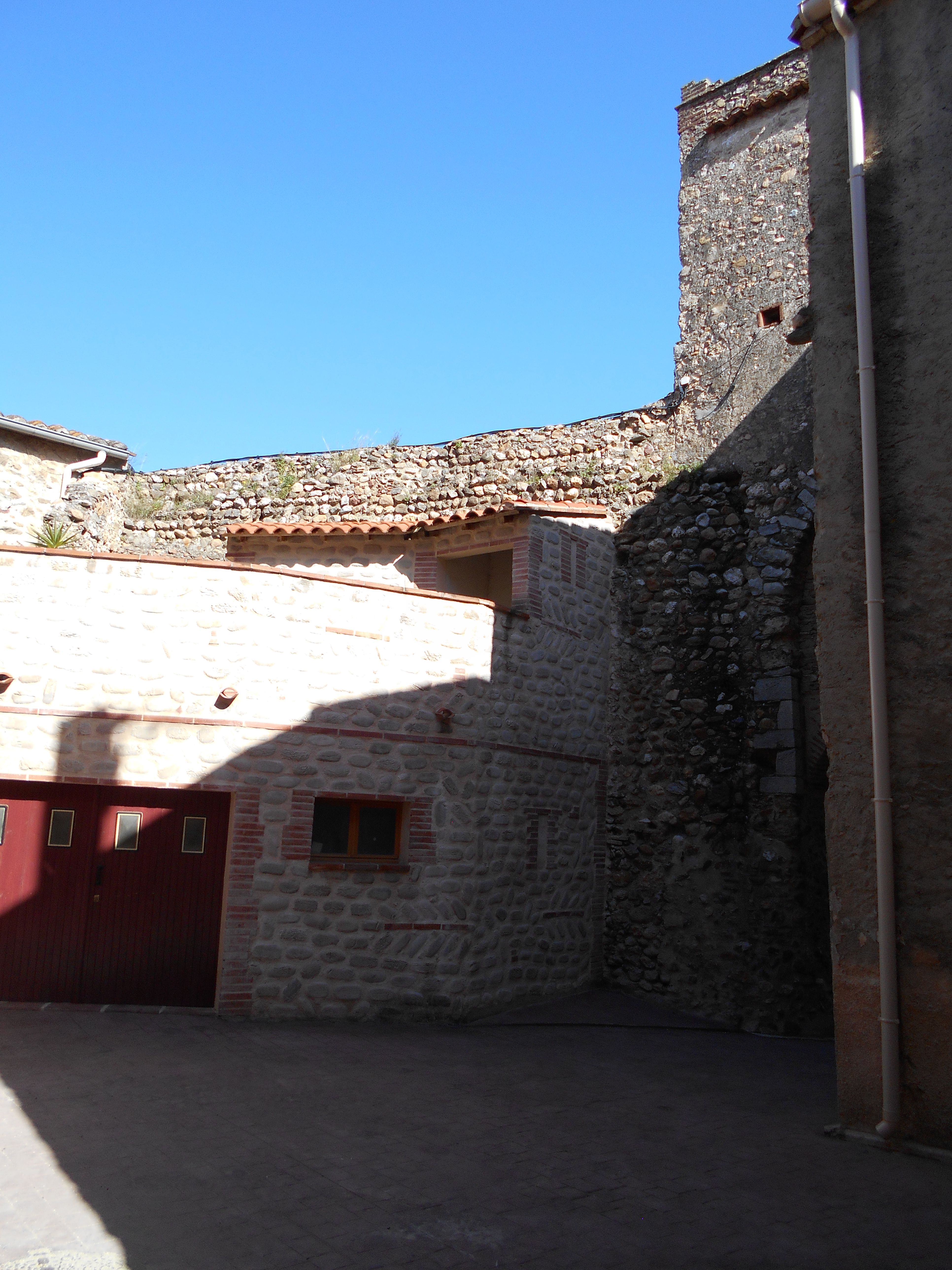
Restes de muralles, al costat oriental de la cellera

Apareix en els documents com una vila amb diversos vilars associats: Lintexetum, Tarracarias, Ceceranum i Lanetellum. Així, el 876 l'església de Sant Aciscle ja és esmentada com a villa Truliares cum omnes suos vilares, cum ipsa ecclesia in honore G. Asiscli, en una donació de l'esmentada Anna. Diversos esments més es donen al llarg de l'edat mitjana, relligant Trullars i la seva església als comtes del Rosselló, fins que al segle xi apareixen units al vescomtat de Castellnou. Finalment, el 1139 el bisbe Udalgar de Castellnou dona Trullars, amb la seva església, al capítol de canonges d'Elna. El senyoriu continuà en mans d'aquest capítol fins a la Revolució Francesa.

## Les restes del recinte

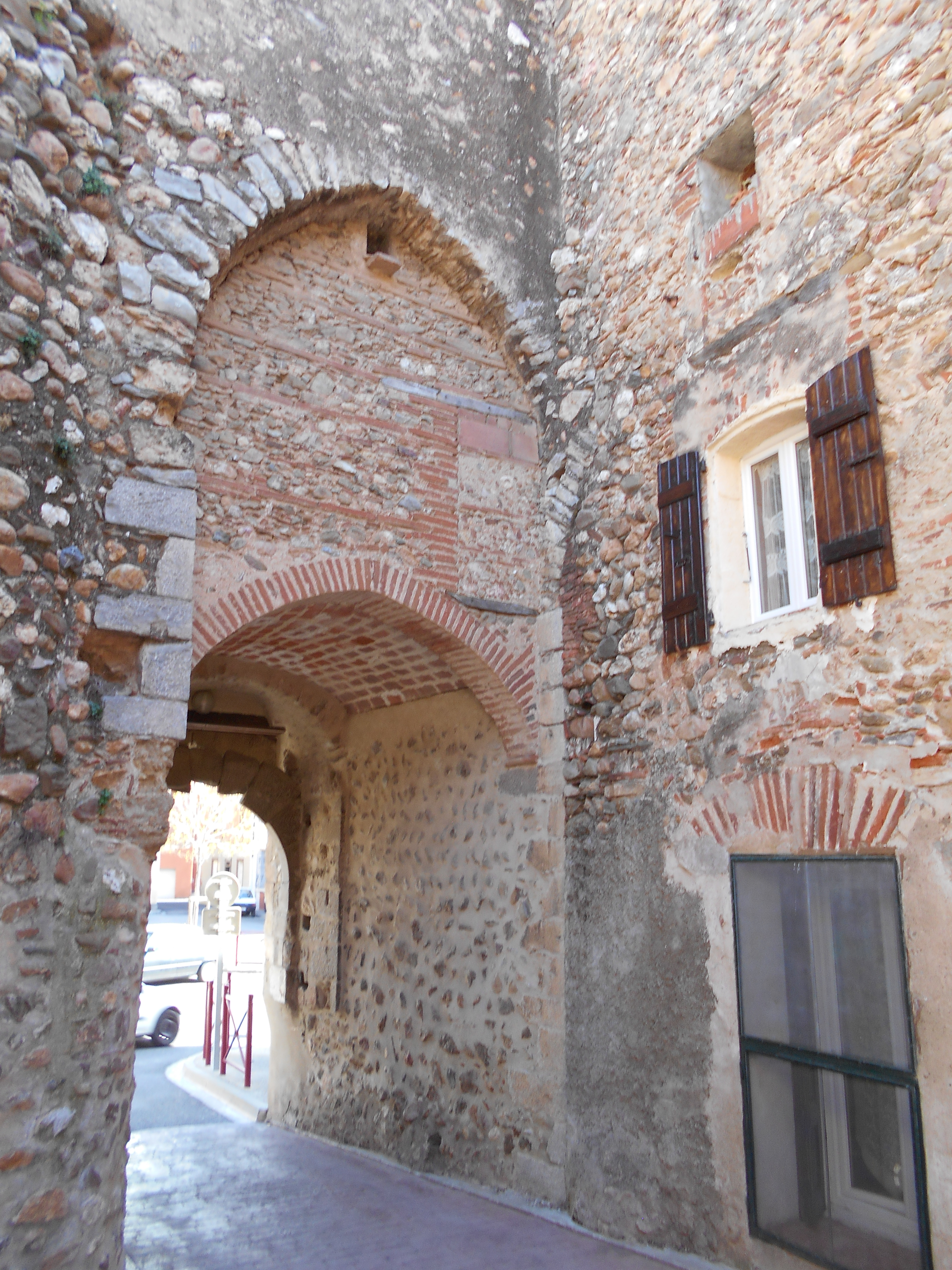
La porta de la cellera, part de dins

Els costats de llevant i tramuntana del recinte de Trullars estan en bona part encara conservats, a més que les cases que s'hi van construir poden amagar-ne encara fragments importants. A la zona de migdia hi ha una torre amb portal dessota força ben conservada, amb espitlleres a l'entorn i doble portal amb rastellera. L'aparell de la muralla és de còdols de riu, grossos, amb blocs de pedres trencades, tot unit amb un fort morter. En algunes zones formen filades inclinades. Es pot datar entre els segles xiii i xiv.